# George Whyte

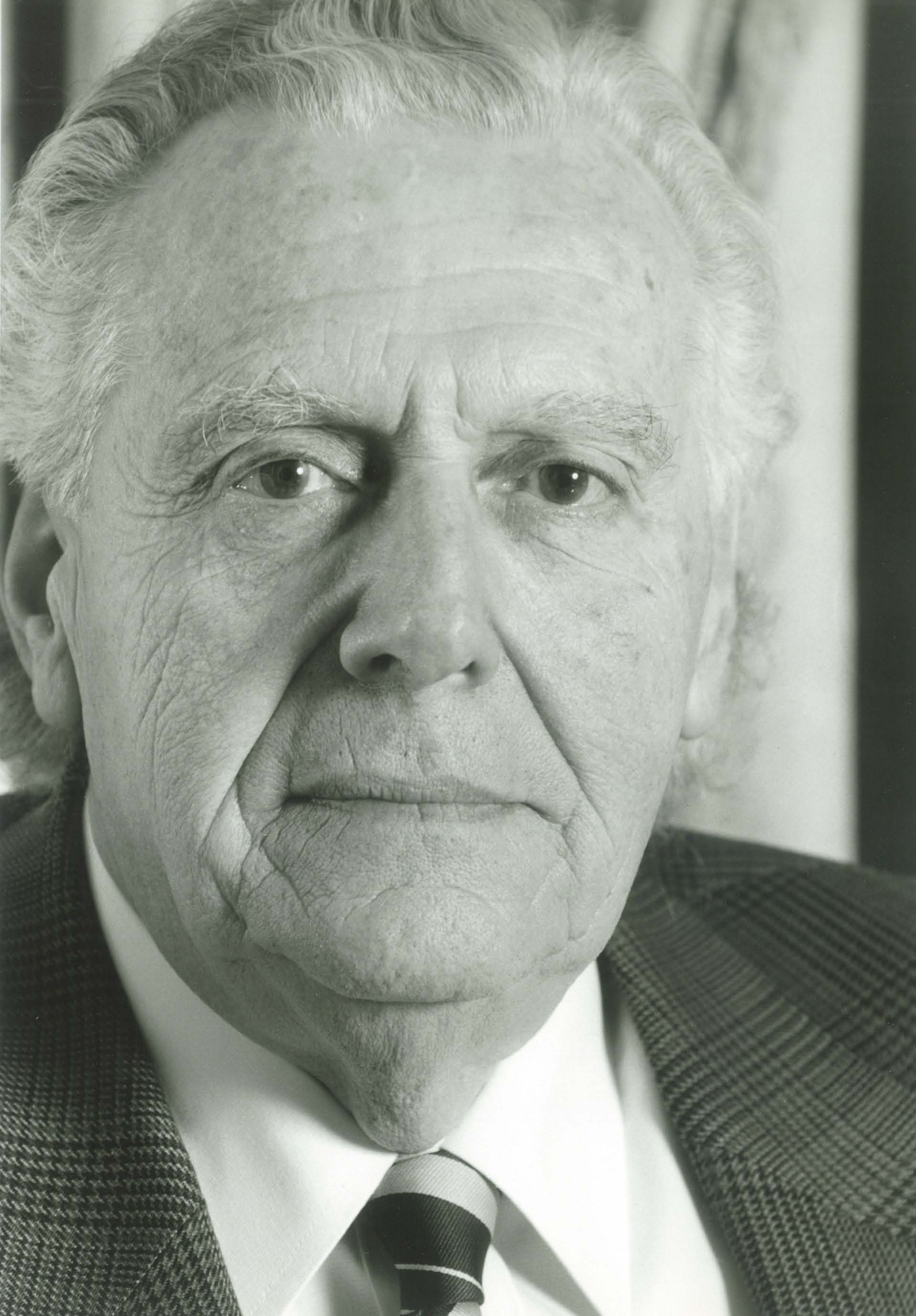
George Whyte (2009)

George R. Whyte (* 11. Juli 1933 in Budapest; † 31. August 2012 in London) war ein ungarisch-britischer Schriftsteller, Komponist, Dramatiker und Kunstsammler.

## Leben
Der Brite mit ungarisch-jüdischem Hintergrund studierte an den Universitäten von London und Paris und erhielt seine musikalische Ausbildung von Francesco Ticiatti (Komposition) und Paul Lichtenstern (Klavier). Whyte wurde in seinem Schaffen und in seinem Wirken wesentlich durch die Folgen des Holocaust geprägt. Die Erfahrung des Verlustes von 35 Familienmitgliedern in Auschwitz, führte zu seinem antirassistischen Arbeitsschwerpunkt, zu dem auch die Beschäftigung mit dem Antisemitismus gehört.
Seine fundierten Kenntnisse und Forschungsergebnisse zum Thema Dreyfus-Affäre setzt George Whyte immer wieder in seinen dramatischen und literarischen Werken um. Whyte konzentriert sich zunehmend auf die Aufgabe des Textes und der Musik, die er im Kampf gegen soziale Ungerechtigkeit, insbesondere den Rassismus, sieht. In seiner Dreyfus Trilogy, 1994 für die 100-Jahr-Feier der Dreyfus-Affäre entstanden und an der Deutschen Oper Berlin unter der Intendanz von Götz Friedrich uraufgeführt, macht George Whyte ausgiebigen Gebrauch von Archivmaterial und entwickelt dabei einen kraftvollen dramatischen Stil, den Götz Friedrich als ein „Protokoll für das Musiktheater“ bezeichnete, in dem das Drama durch gegensätzliche Texte verstärkt wird. Sie werden mehrmals gesungen und deklamiert und konfrontieren den Zuhörer mit einer Eskalation des moralischen Konflikts.
Als ein kulturelles Highlight der tschechischen Ratspräsidentschaft der Europäischen Union präsentierte das Nationaltheater Prag im Juni 2009 die Uraufführung von Golem 13, einem „kabbalistischen Drama“ in 2 Akten von George Whyte in der Vertonung des israelischen Komponisten Noam Sheriff (Schüler von Boris Blacher). Die Uraufführung erinnerte an den 400. Todestag des Rabbiner Löw, auch genannt Maharal, des großen Weisen und Rabbis von Prag, der im 16. Jahrhundert den Golem erschaffen haben soll, um die Juden vor dem Ghetto zu bewahren. George Whyte weitet dabei den jüdischen Mythos aus ins Allgemeine und wagt den Spagat von der Vergangenheit in die Zukunft. Der erste Akt des Stückes spielt im 16. Jahrhundert, der zweite Akt in der Zukunft, 500 Jahre später, als sich die bedrohte Judenheit den Golem 13 zur Abwehr von existenz-bedrohender Gefahr erschafft. In diesem zukunftsträchtigen Werk erscheint erstmals auf der Opernbühne ein übermenschliches Wesen, erschaffen aus kabbalistischer Spiritualität und fortgeschrittener Technologie, welches letztendlich für die gesamte Menschheit bedeutsam ist.
Whyte arbeitete wiederholt mit anderen Komponisten und künstlerischen Talenten zusammen und baut seine Arbeiten so auf, dass sie gleichermaßen für die Bühne, das Fernsehen und das Radio verwendbar sind. Sein Engagement bei der Leitung kultureller Veranstaltungen und seine Werke haben einen wichtigen Beitrag dazu geleistet, die Erinnerung an das dem Jüdischen Volk zugefügte Unrecht wachzuhalten.
George Whyte war unter anderem Vorsitzender des British National Export Council for Arts (1967–1973), Gründungsmitglied des internationalen Komitees beim Artur Rubinstein Piano Competition (1976–1988) und Vorsitzender am Royal Opera House – ‘The Holocaust A Commemoration in Music’(1987/88). Seit 1988 ist Whyte Vorsitzender der Kulturveranstaltungen Remembering for the Future (London).
Seine mehr als zwei Jahrzehnte dauernde Erforschung der Dreyfus-Affäre machen ihn zum international anerkannten Experten des Themas. Seit 1998 ist er außerdem Vorsitzender der Dreyfus Society for Human Rights (London und Bonn).
Die Werke von George Whyte wurden u. a. von den Verlagen Palgrave Macmillan (UK und USA), Inter Nationes und Artial und Coda Editions veröffentlicht und von Boosey & Hawkes Bote and Bock Berlin vertrieben. Die Bühnenwerke wurden uraufgeführt von der Deutschen Oper Berlin, der Oper der Stadt Bonn, dem Theater Basel, der New York City Opera, dem Opernhaus Zürich, dem Jüdischen Museum Berlin, dem Nationaltheater Prag. Zahlreiche Rundfunk- und Fernsehanstalten haben die Werke von George Whyte ausgestrahlt, darunter Arte, WDR, Channel 4, CBS, France Culture, BBC, Schweden STV1, Slovenia RTV, SLO; Finland YLE und Ungarn MTV.

## Werke

### Monografien
- Set for Enterprise, Studie für das Royal Opera House, London 1986.
- The Dreyfus Centenary Bulletin, The Dreyfus Centenary Committee, London/Bonn 1994.
- Oper am Scheideweg Dreyfus Die Affäre – Ein Protokoll für das Musiktheater, Deutsche Oper Berlin Jahrbuch, S. 167–176, 1994.
- L´Affaire en Chansons, Dictionnaire de l'Affaire Dreyfus de A à Z, Flammarion, 1994; Muse d’histoire Contemporaine – BDIC Paris 1994.
- Le Prix d´Illusion, Revue Juive, Genf, 2. Juni 1995.
- Un bilan du centenaire de l'Affaire Dreyfus, Cahier Jean Jaurès, Paris, 1995.
- The Accused – The Dreyfus Trilogy, Secolo Verlag/Inter Nationes Bonn, 1996, ISBN 3-929979-28-4.
- Von Berlin zum Broadway oder Die Affäre Dreyfus als Rorschach-Test, Die Welt, Berlin 21. Dezember 1996.
- The Dreyfus Affair – A Chronological History, Palgrave Macmillan, London und New York, 2006, ISBN 978-0-230-20285-6.
- Dreyfus Intime, Artial 2008 (in Englisch, Deutsch, Französisch, Hebräisch, Ungarisch). In Tschechisch, Tschechisches Theater Institut, Übersetzungen durch das Goethe-Institut.
- Admission is not acceptance – Reflections on the Dreyfus Affair, Antisemitismus, London Valentine Mitchell, 2007; Paris: Französisch, Edition Le Manuscript/Unesco 2008; Spanisch: Buenos Aires Lilmod 2009; Russisch: Moscow Xonokoct, 2010.
- Die Dreyfus Affäre – Die Macht des Vorurteils, Übersetzung aus dem Englischen von Oliver Mallick, Vorwort von Sir Martin Gilbert. Lang, Frankfurt am Main 2010, ISBN 978-3-631-60218-8.
- The Dreyfus Affair – A Trilogy of Plays, Oberon Books, London, January 2011.

### Bühne, Fernsehen und Radio
- 'AJIOM/Captain Dreyfus – Ein Jude in unserer Mitte', Musical in 2 Akten, 1989.
- 'Die Dreyfus Trilogie' (in Zusammenarbeit mit Jost Meier, Alfred Schnittke und Luciano Berio) umfasst.

- 'Dreyfus – Die Affäre', Oper in 2 Akten, Deutsche Oper Berlin, 8. Mai 1994; Theater Basel, 16. Oktober 1994.
- 'The Dreyfus Affair', New York City Opera, 2. April 1996.
- 'Dreyfus-J’Accuse', Tanzdrama, Oper der Stadt Bonn, 4. September 1994; Fernsehen: Schweden STV1, Slowenien RTV, SLO, Finnland YLE.
- 'Zorn und Schande', musikalische Satire, Arte, April 1994; 'Rage et Outrage', Arte, April 1994, 'Rage and Outrage', Channel 4, Mai 1994.

- 'J’Accuse' Wanderausstellung, Kurator Sarah Nathan-Davis, Berlin, Basel, New York 1994–1996.
- 'My burning Protest', Monolog für Sprecher und Schlagzeug, 1996.
- 'Dreyfus in Oper und Ballet/Die Odyssee von George Whyte', Deutsch/Englisch, September 1995, WDR, Schweden STV1, Ungarn MTV und Finnland YLE.
- 'J’Accuse', Radiodokumentation, Canadian Broadcasting Service (CBS – 10. Oktober 1998).
- 'Cabaret im Exil', (Deutsch und Englisch – mit Liedern des Zweiten Weltkrieges), 2008.
- 'Dreyfus Intime', Opernhaus Zürich, 22. Dezember 2007, Jüdisches Museum Berlin, 6. Mai 2009.
- 'Golem 13', kabbalistisches Drama in 2 Akten, (instrumentiert von Noam Sheriff), Nationaltheater Prag, 29. Juni 2009.